# Malanville
Malanville – miasto w Beninie, w departamencie Alibori. Położone jest nad rzeką Niger, przy granicy z Nigrem, około 600 km na północ od stolicy kraju, Porto-Novo. W spisie ludności z 11 maja 2013 roku liczyło 64 639 mieszkańców.